# Корогод (Іванківський район)
Корогод (Малий Корогод, Великий Корогод) — колишнє село в Україні, в Іванківському районі Київської області. До 1986 року належало до Чорнобильського району Київської області (за 15 км від колишнього райцентру м. Чорнобиль).

## Історія
Село було засноване не раніше середини 17 ст. За даними Л. Похилевича, у 1650 році поблизу села стояли війська князя Радзивілла, вислані до Чорнобиля для заспокоєння селян. За 3 версти від села була рівнина зі штучним підвищенням — там, на думку Л. Похилевича, міг бути військовий табір поляків. У 1779 році в селі було зведено дерев'яну церкву Преображення Господнього. У 1864 році в селі мешкало 1 013 осіб.
У 1971 році у селі мешкало 1395 осіб.
Напередодні аварії на ЧАЕС у селі мешкало 934 осіб та було 466 дворів, село було центром однойменної сільської ради, діяла школа. Сільській Раді були підпорядковані населені пункти Замошня та Глинка. 
У 1986 році мешканці Корогоду були відселені до села Новий Корогод Бородянського району Київської області, у зв'язку зі значним радіоактивним забрудненням внаслідок аварії на ЧАЕС. У 1999 році село було виключене з обліку за відсутністю жителів.
Після Чорнобильської катастрофи село увійшло до 30-кілометрової зони відчуження.
З кінця лютого до 1 квітня 2022 року село було окуповане російськими військами.

## Персоналії
- Бушма Іван Іванович (* 26.04.1933) – Герой Соціалістичної Праці (1974), заслужений будівельник України (2010), почесний громадянин міста Києва, делегат XXV з'їзду КПРС, новатор у житловому будівництві, нагороджений двома орденами Леніна.

## Галерея

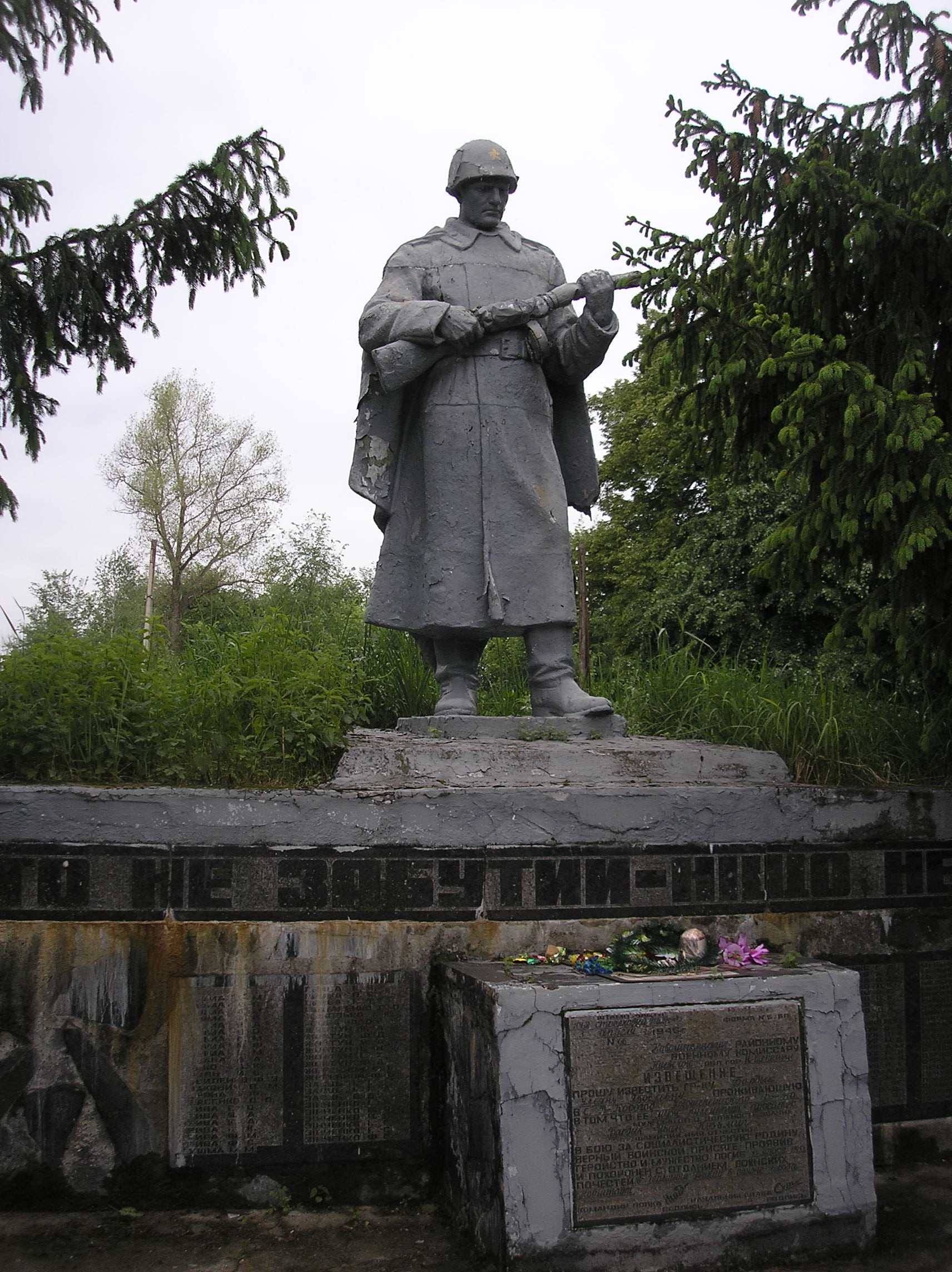
Пам'ятник невідомому солдату
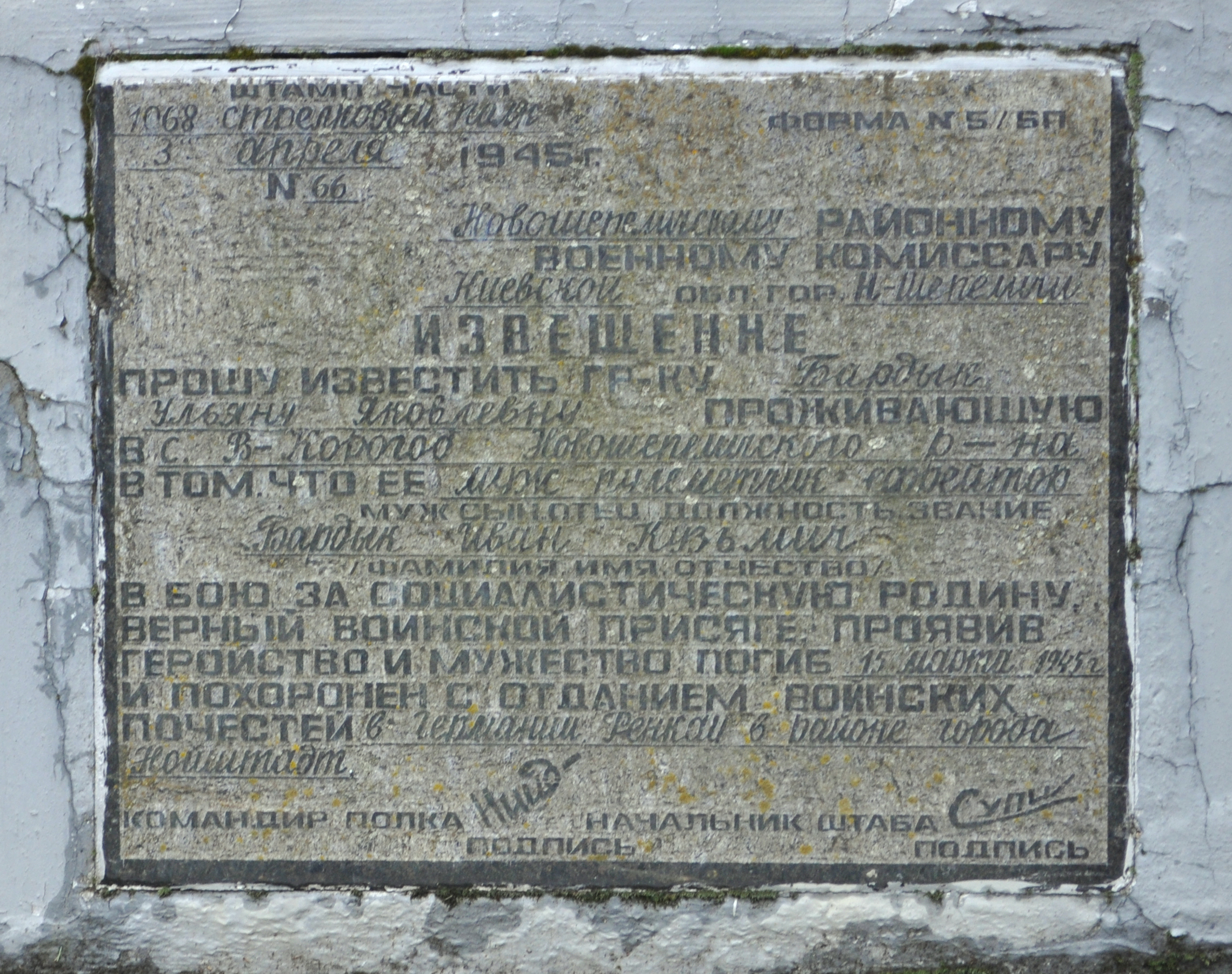
Надпис на пам'ятнику
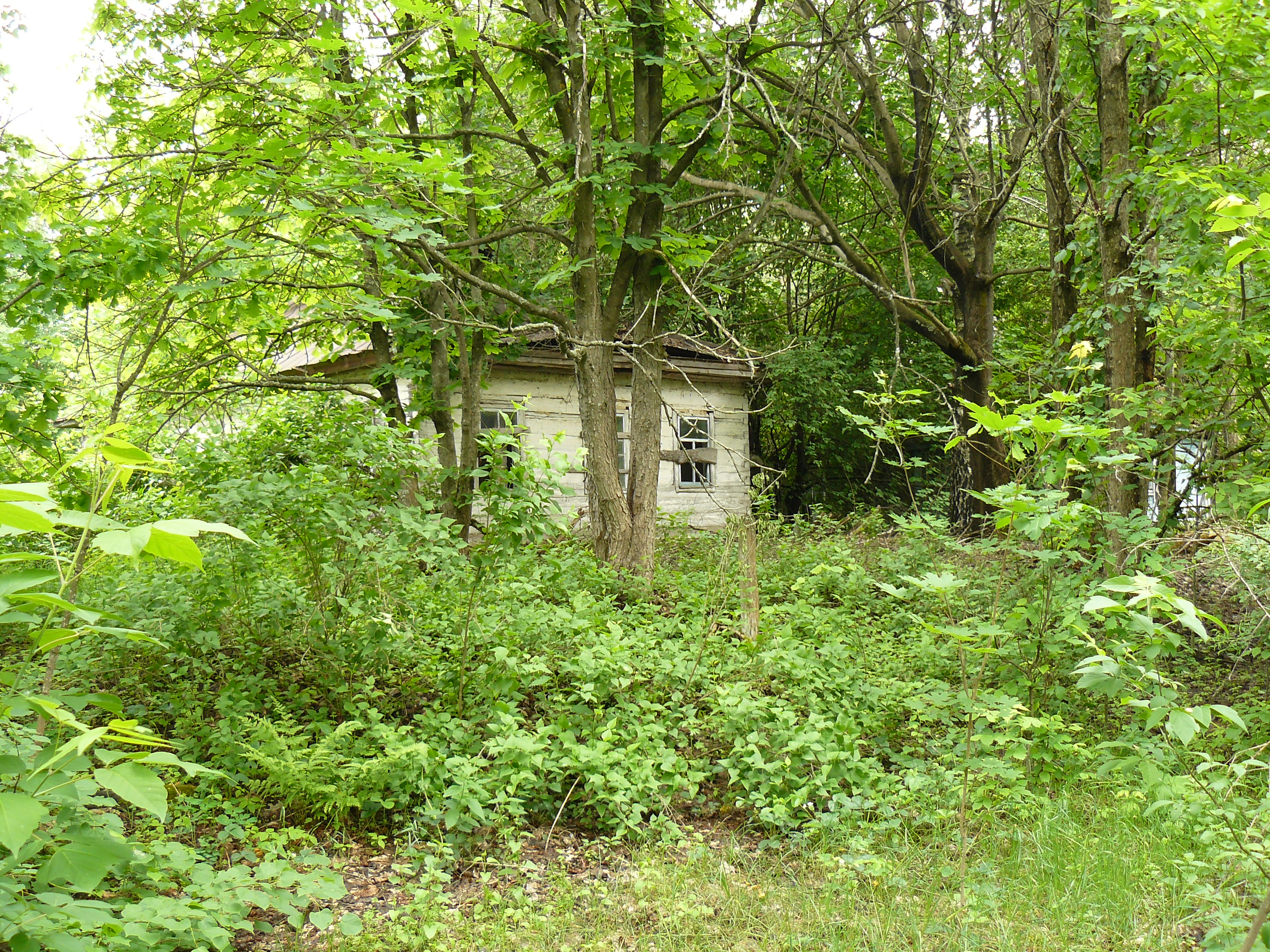
Закинута будівля
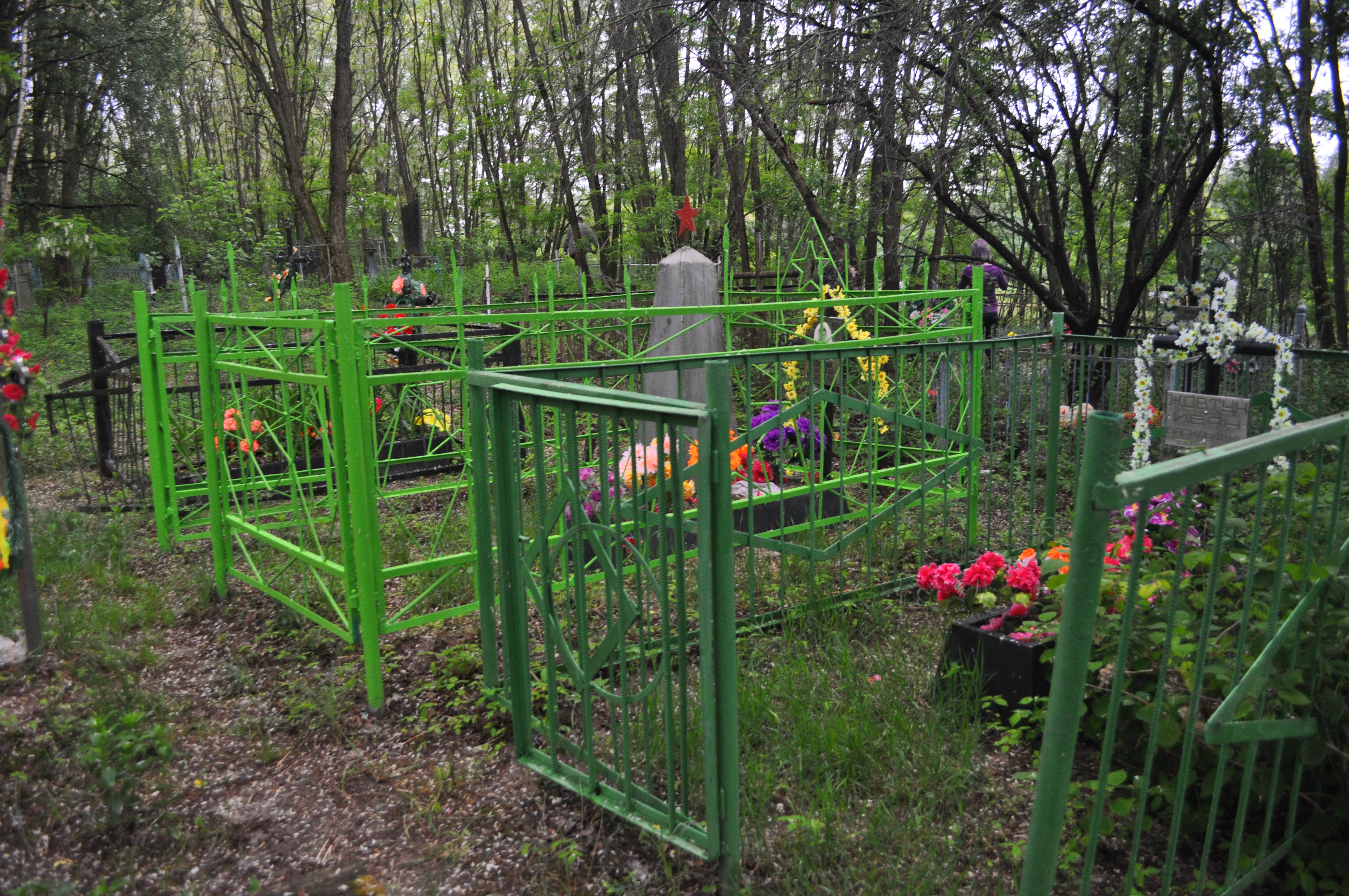
Кладовище
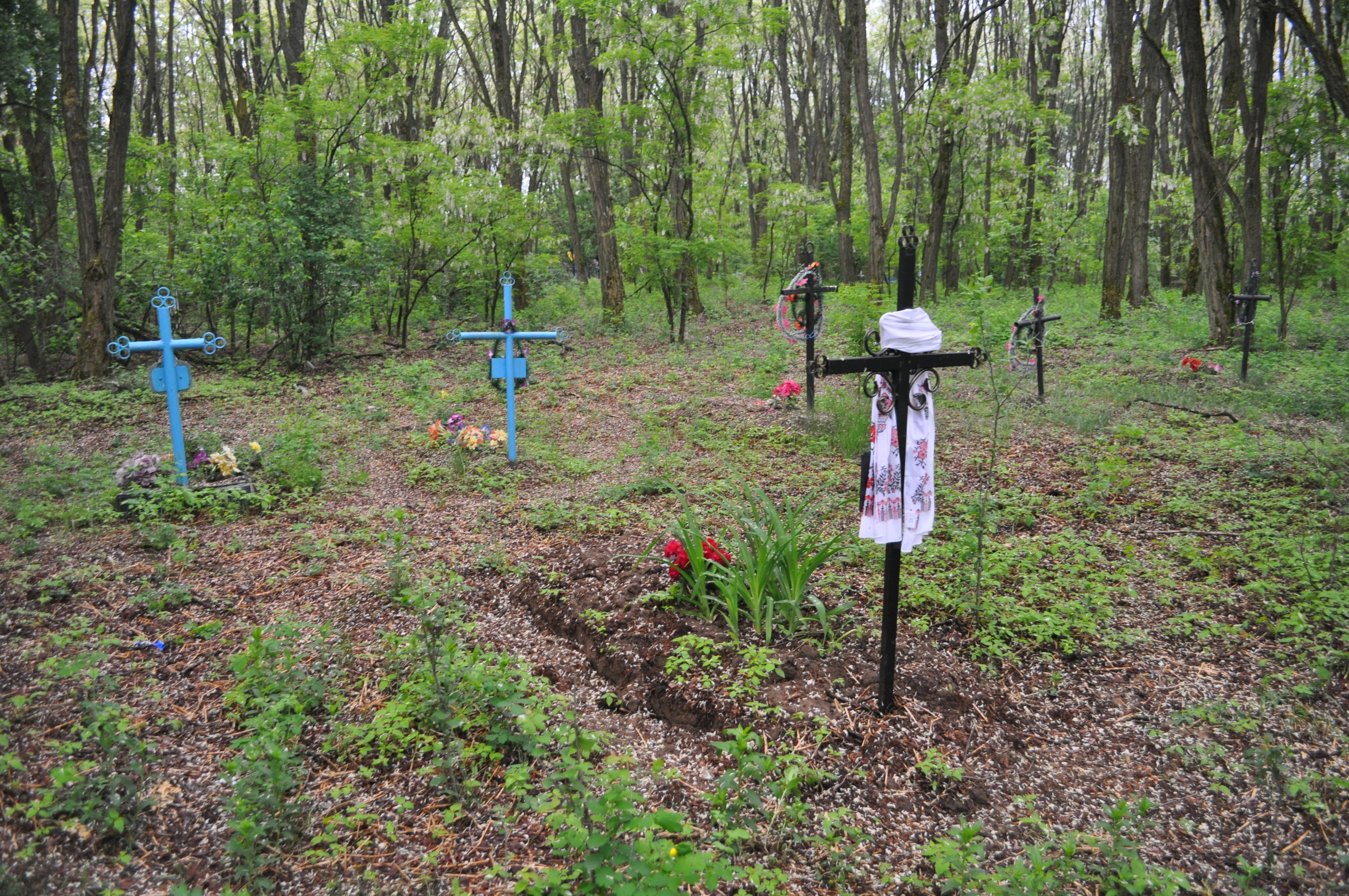
На кладовищі
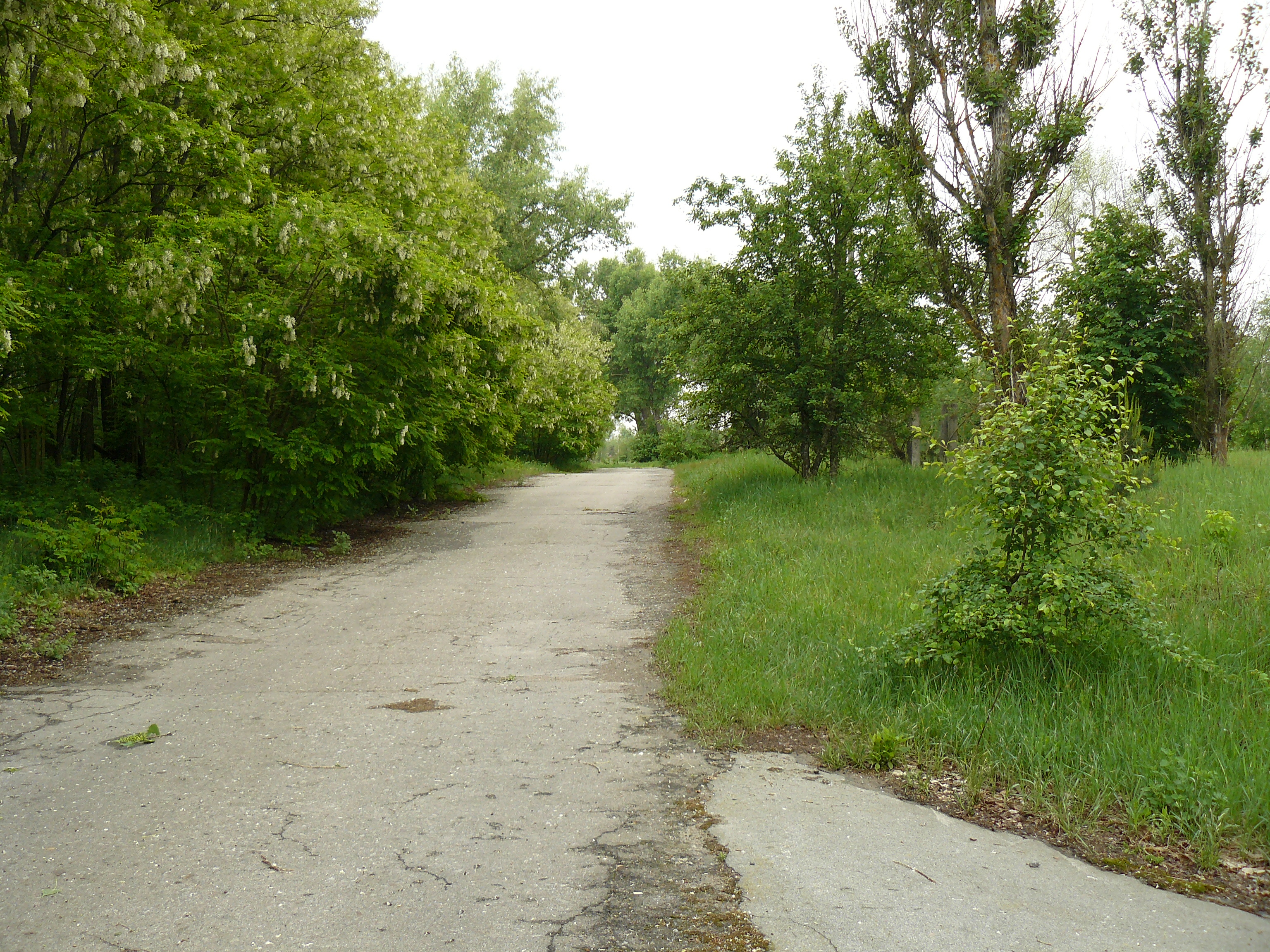
Вулиця в селі
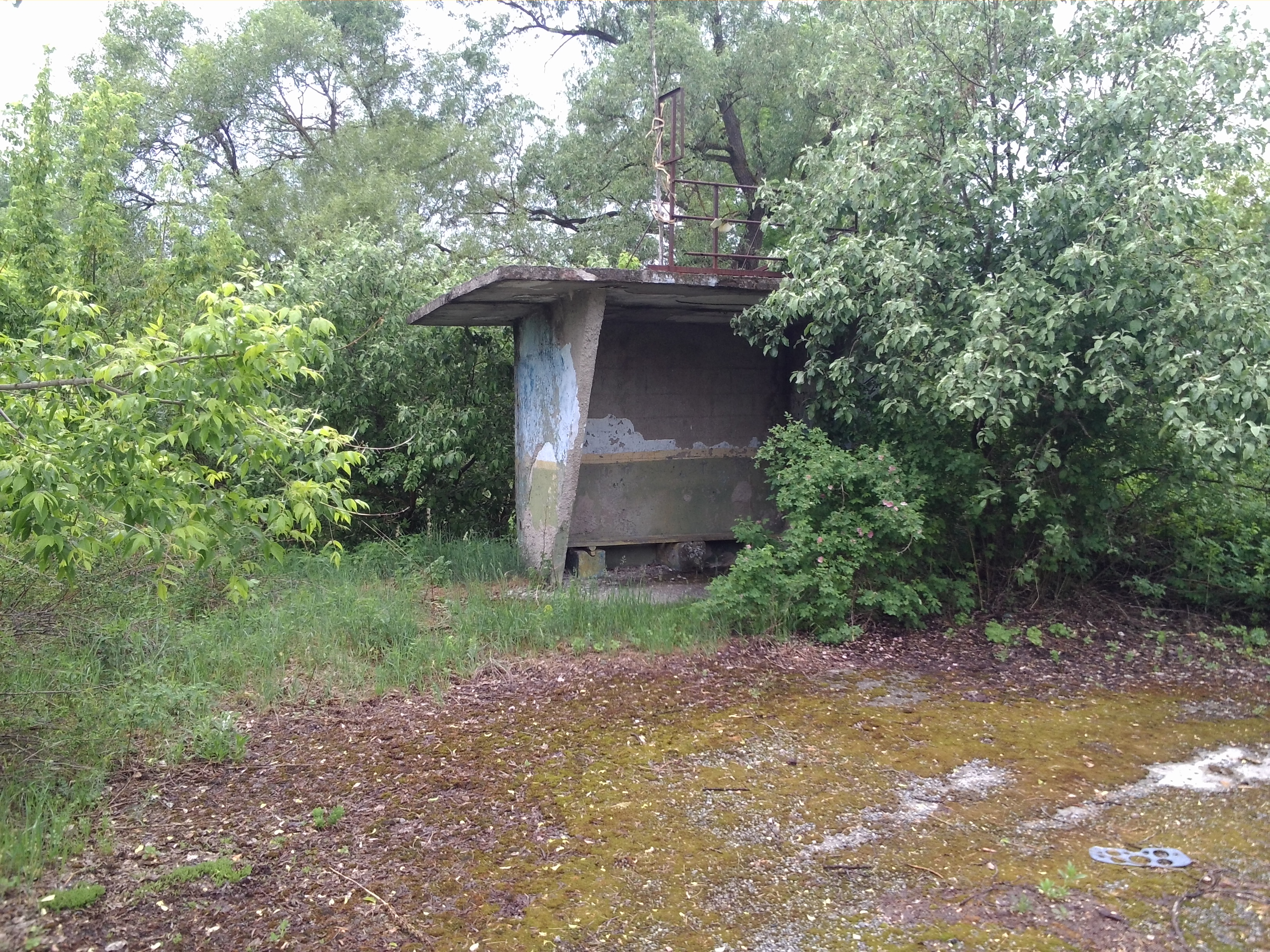
Автобусна зупинка
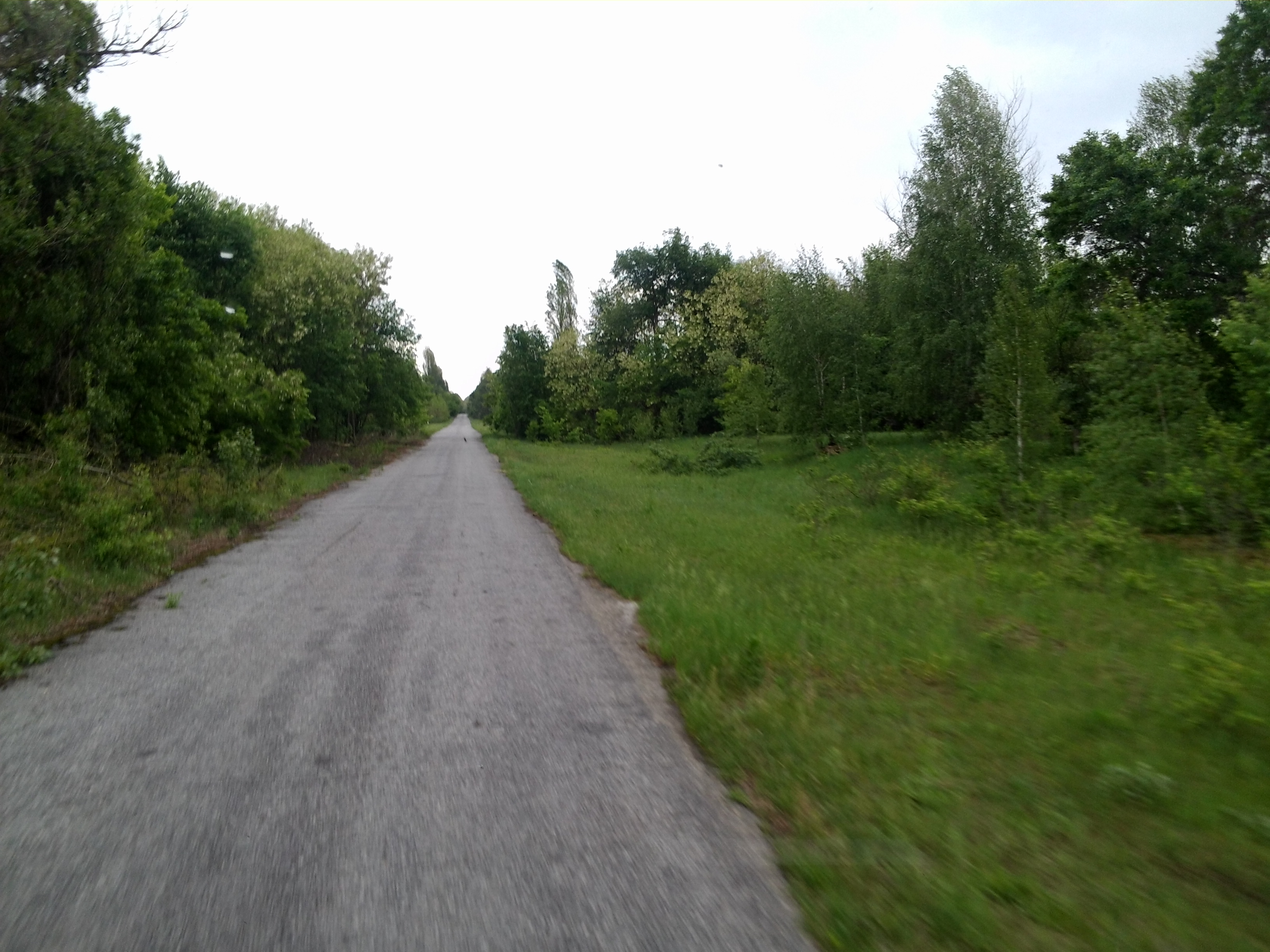
Дорога через село
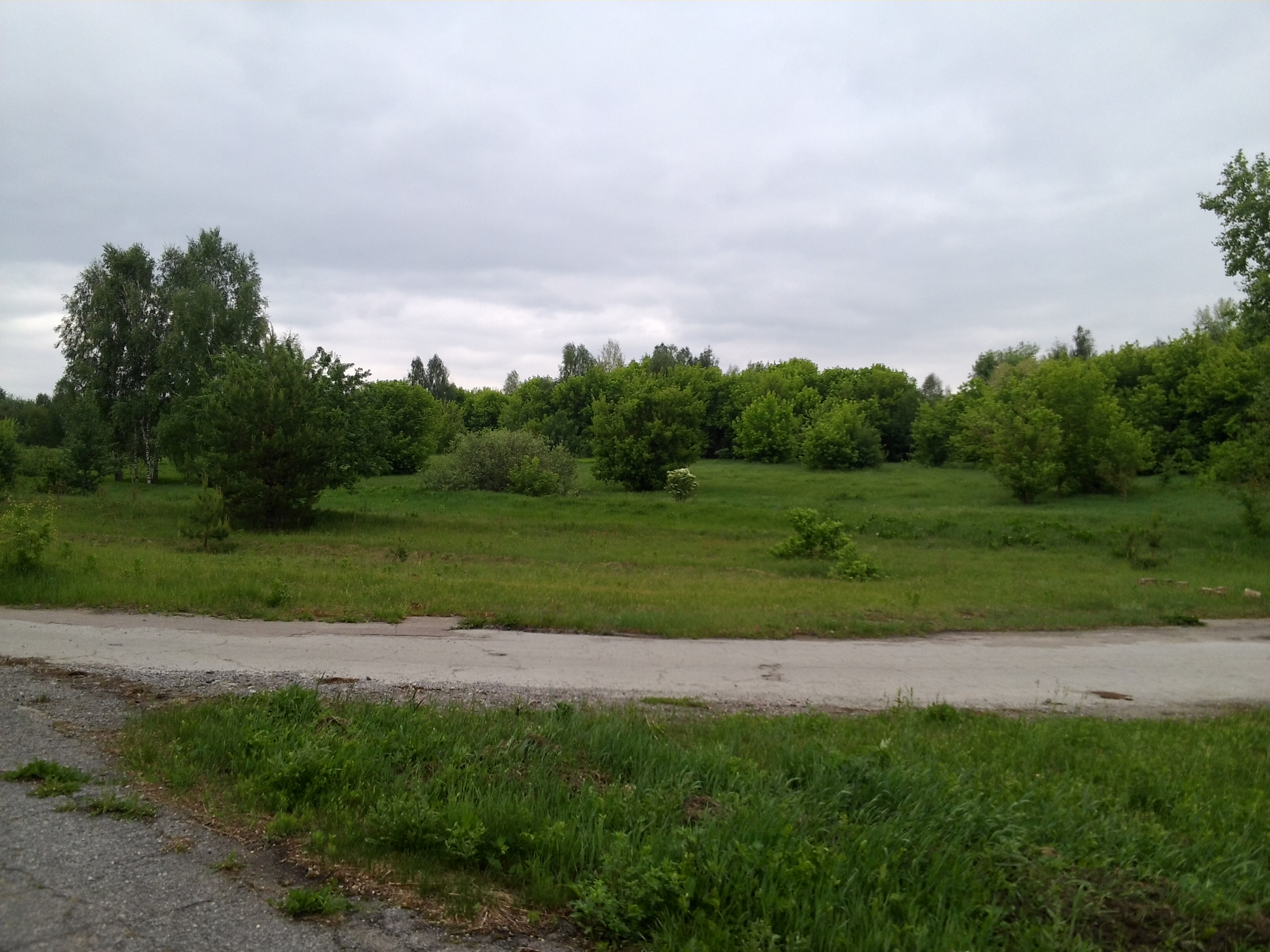
Краєвид
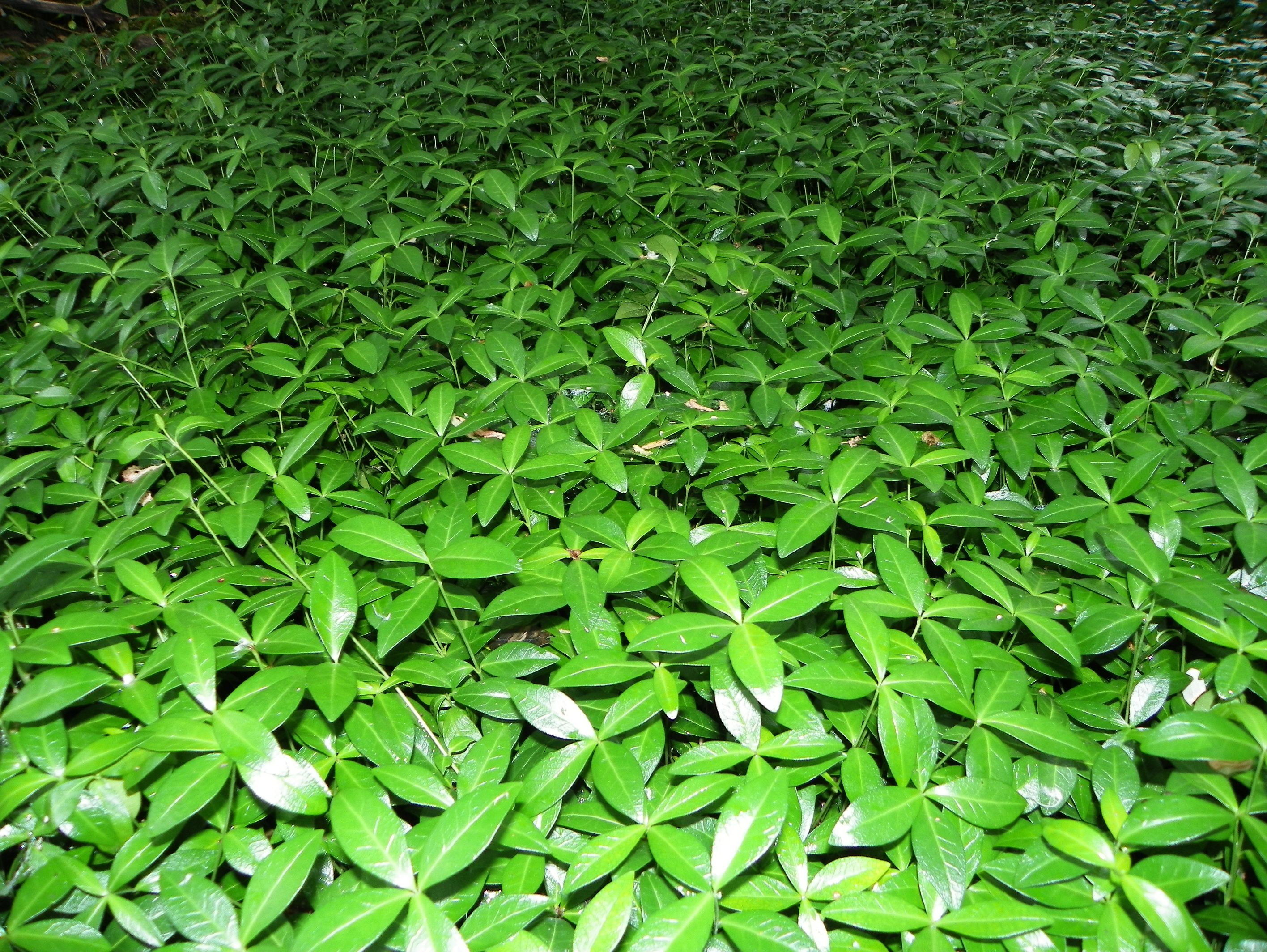
Рослинність
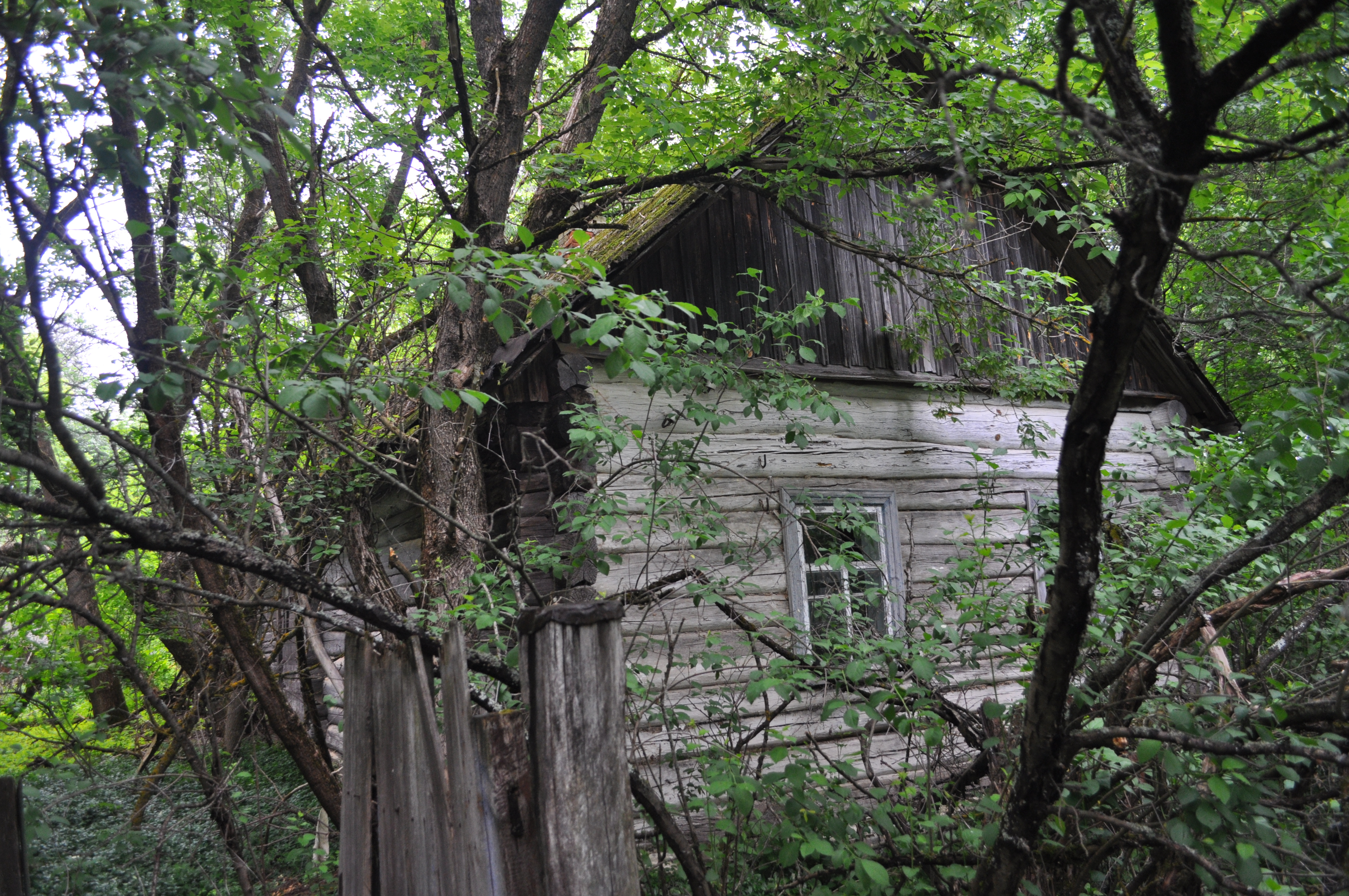
Закинута будівля
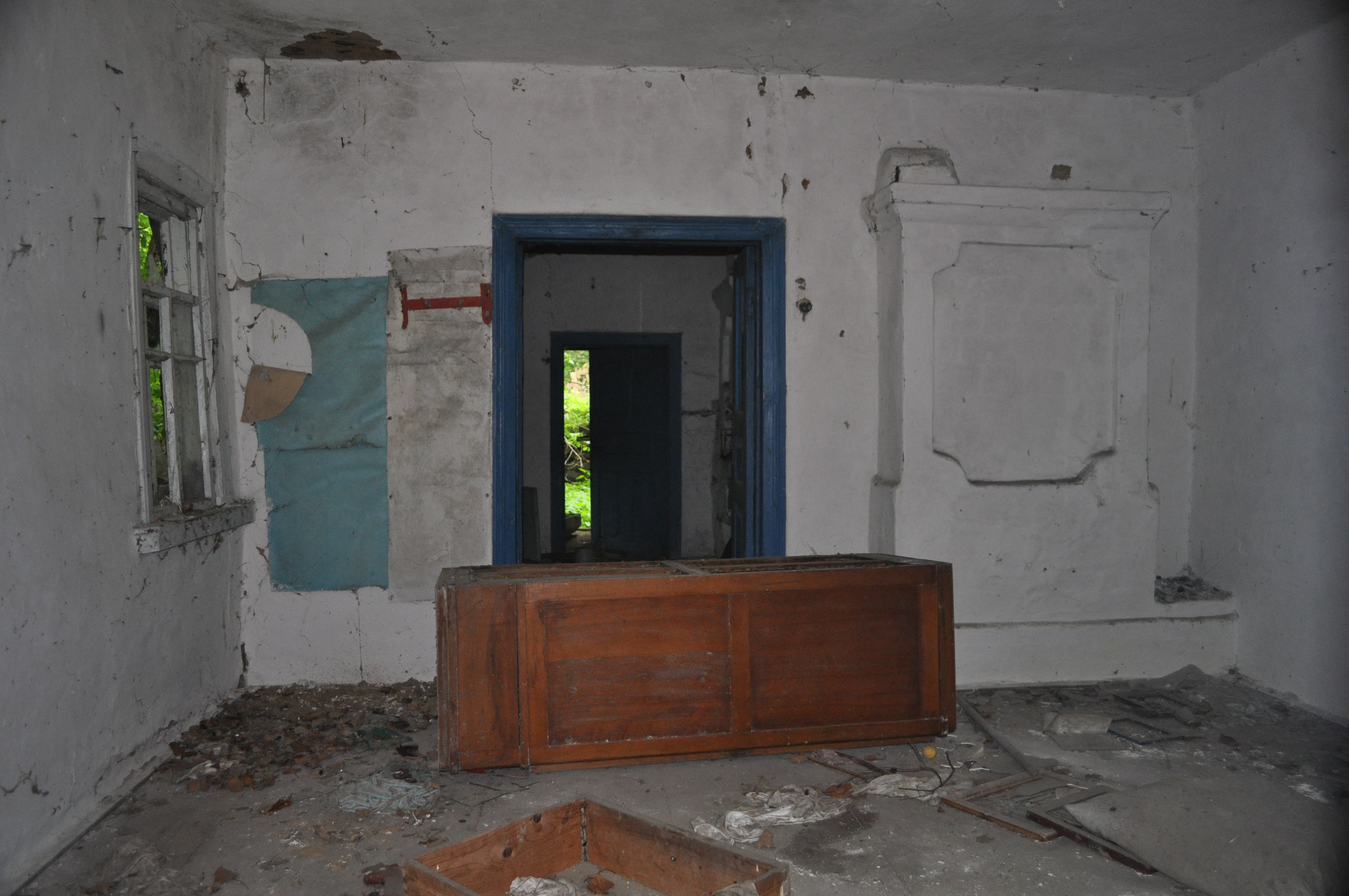
Всередині закинутої будівлі
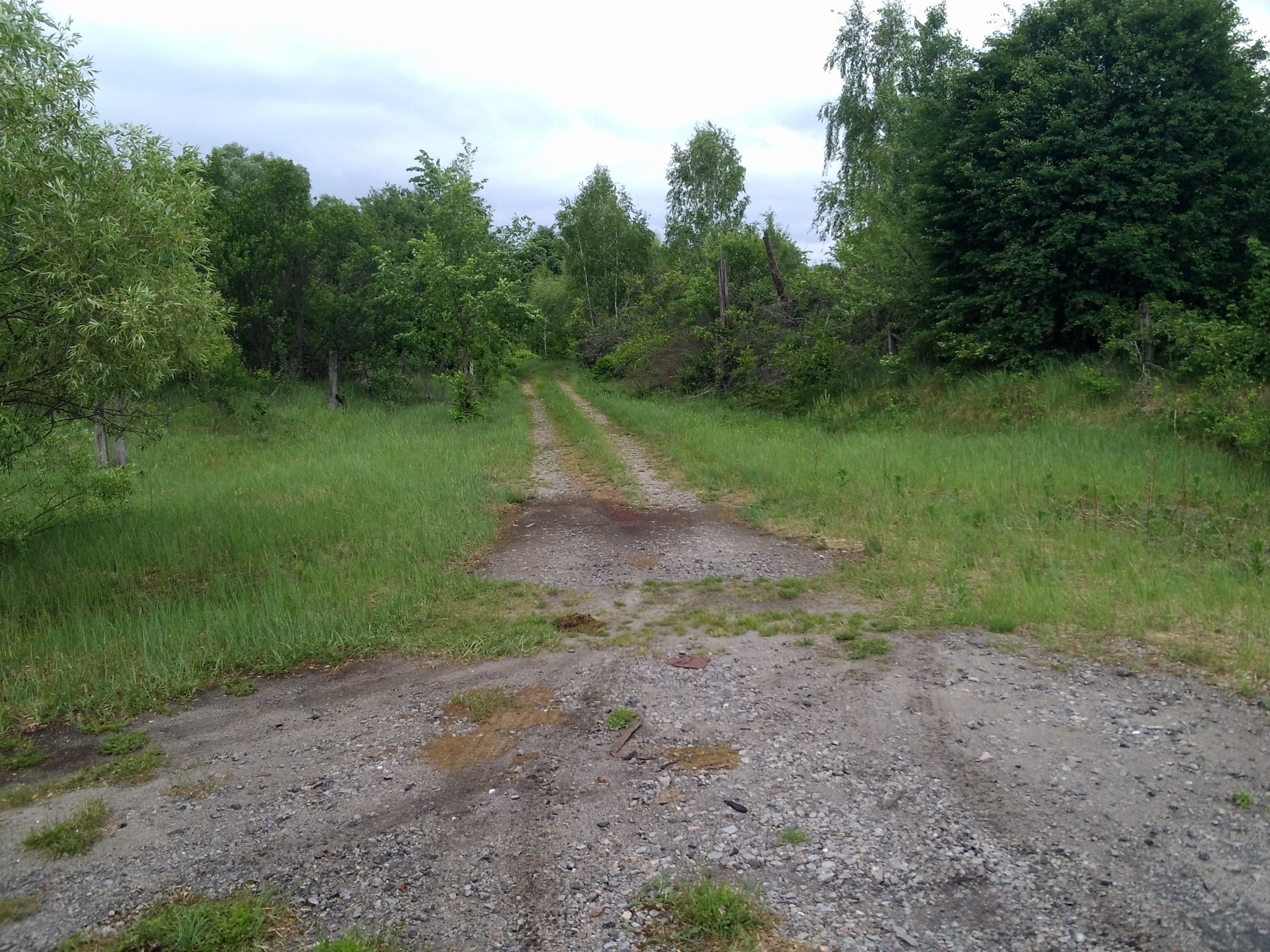
Вулиця
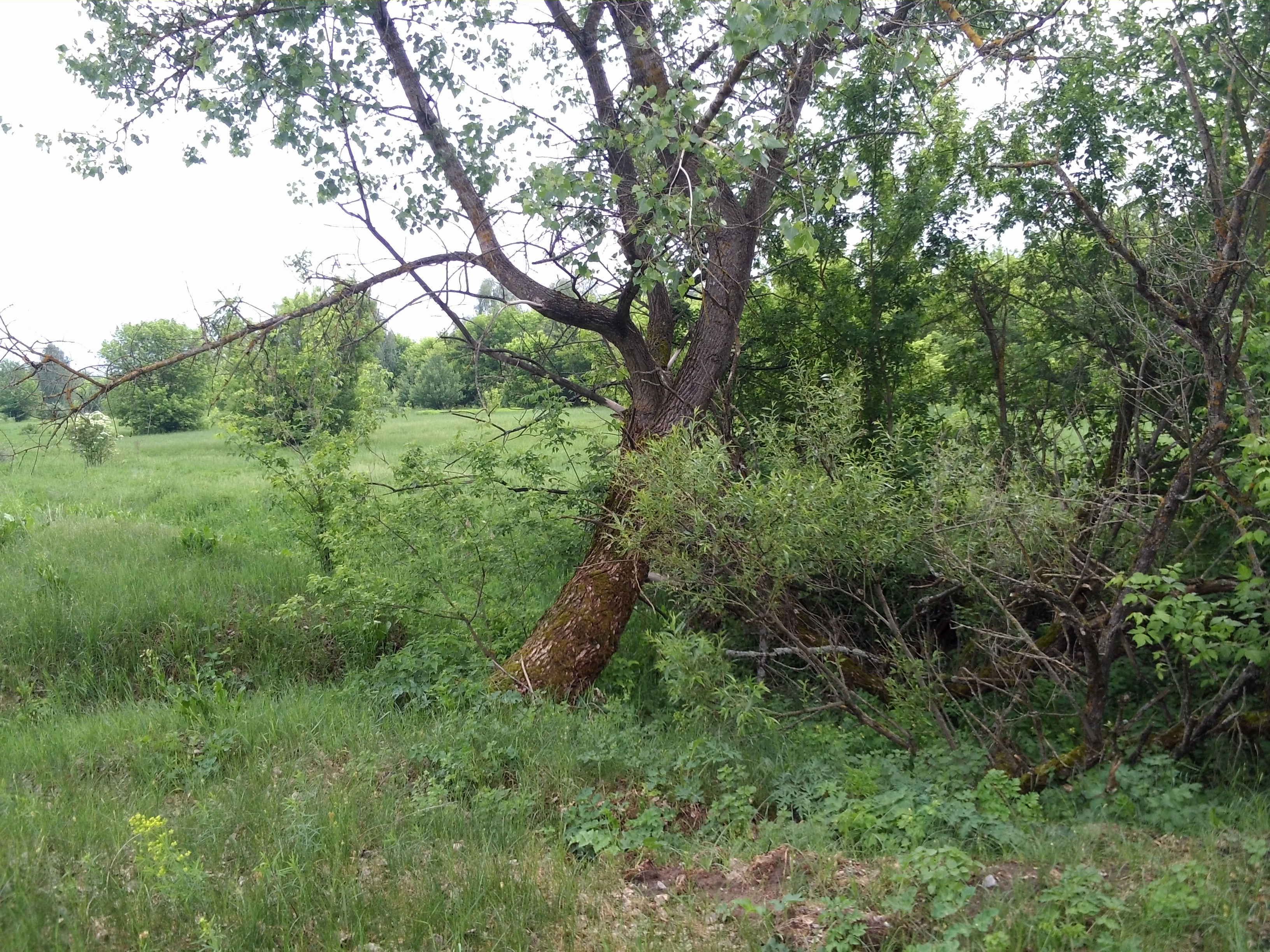
Краєвид
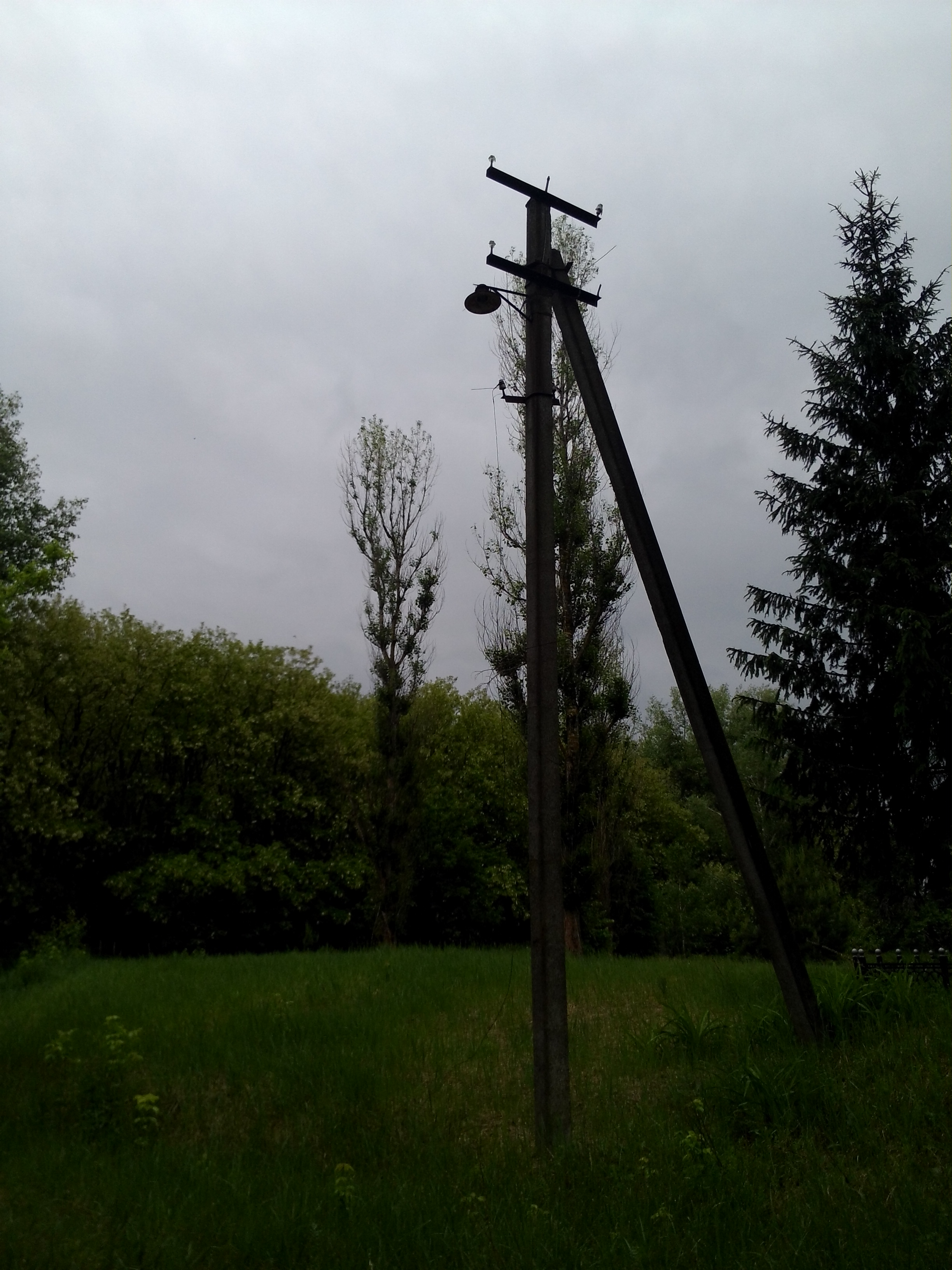
Електричний стовп
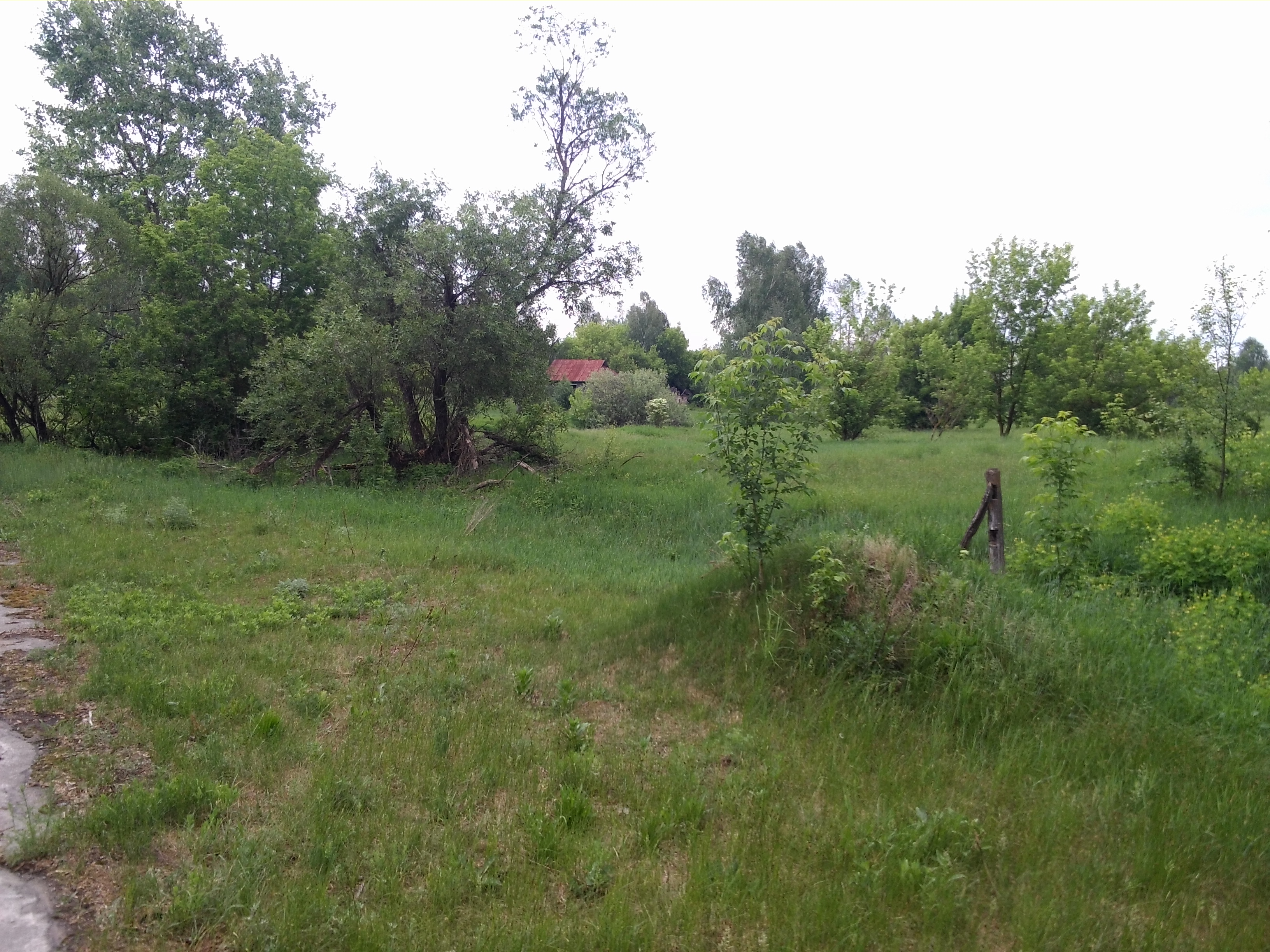
Закинуті садиби